# Bufo cryptotympanicus
Bufo cryptotympanicus är en groddjursart som beskrevs av Liu och Hu 1962. Bufo cryptotympanicus ingår i släktet Bufo och familjen paddor. IUCN kategoriserar arten globalt som nära hotad. Inga underarter finns listade.